# Lehman College

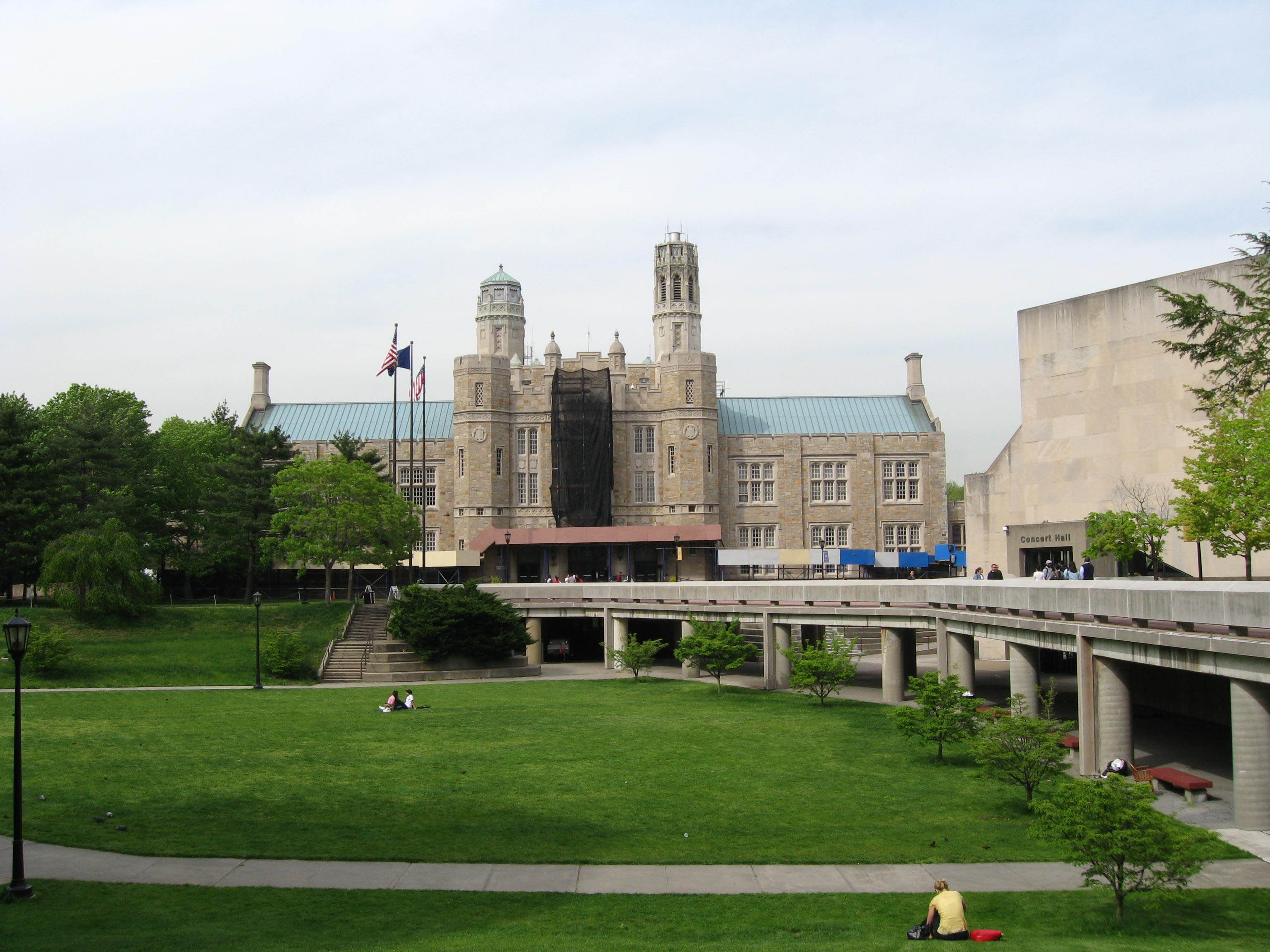
Gebäude der Musik-Fakultät

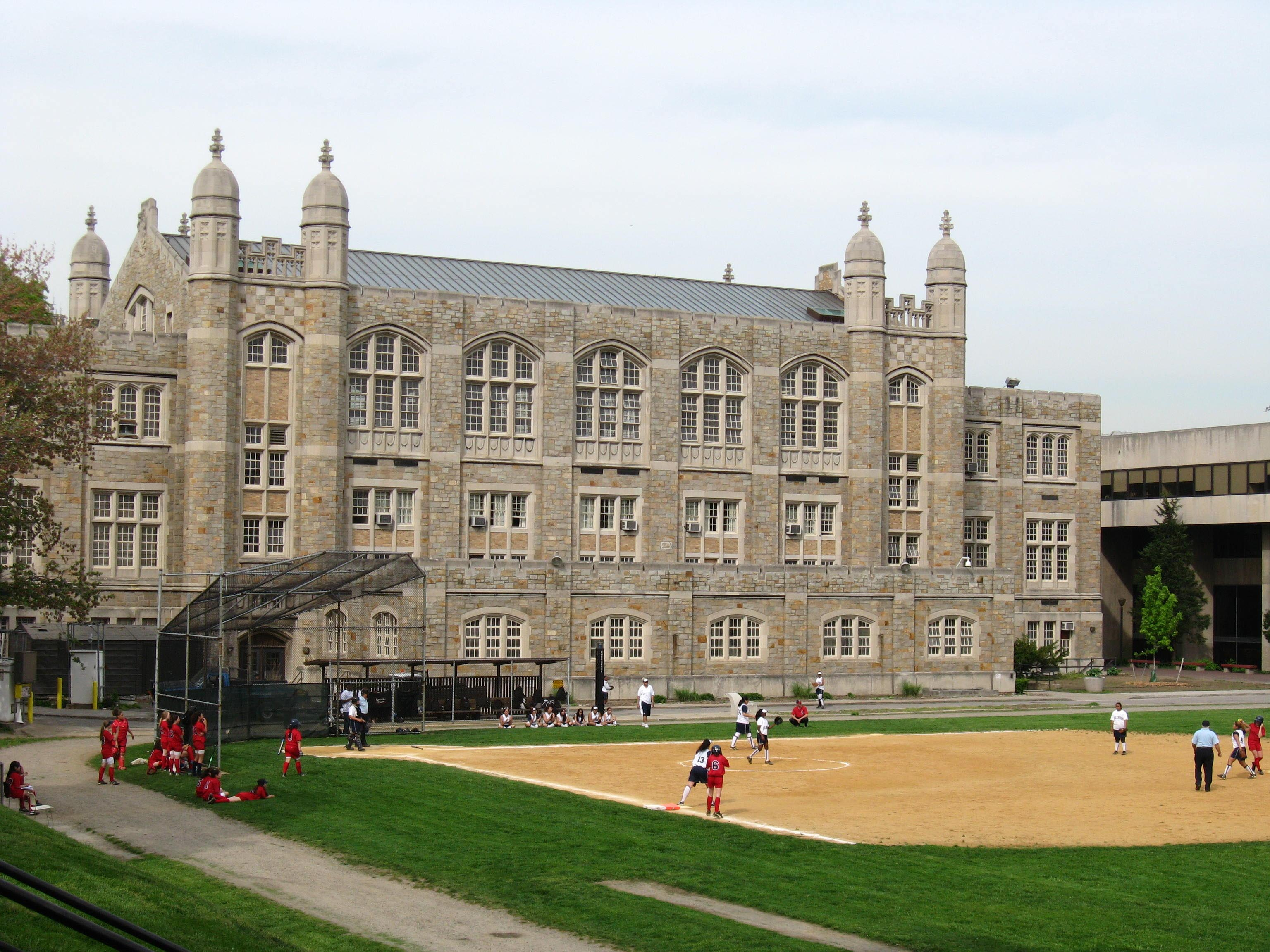
Alte Sporthalle

Das Lehman College gehört zu den bereits bei der Gründung der City University of New York, USA bestehenden Colleges. 1931 wurde es als Bronx Campus des Hunter Colleges gegründet und wurde 1968 innerhalb der City University selbständig. Benannt wurde das College nach dem Mäzen Herbert H. Lehman, einem ehemaligen New York Gouverneur und Senator der Vereinigten Staaten. Das Lehman College ist ein staatliches, koedukatives Liberal Arts College mit mehr als 90 grundständigen (undergraduate) und weiterführenden (graduate) Studienprogrammangeboten.

## Geschichte
In den späten 1930er Jahren wurde das Hunter College in der Bronx gebaut, der Gebäudekomplex sollte später den Bronx Campus der Hochschule bilden. Während des Zweiten Weltkrieges vermietete das Hunter College den Gebäudekomplex des Bronx Campus an die United States Navy, die in diesen Gebäuden mehr als 95.000 weibliche Freiwillige für ihre militärische Verwendung als WAVES bei der Navy und SPARS bei der Coast Guard ausbildete. Nachdem die Navy das Gelände geräumt hatte, wurde es noch kurzzeitig durch die neugegründeten Vereinten Nationen genutzt, die dort 1946 die ersten Sitzungen des Sicherheitsrates durchführten.
Von 1990 bis 2016 war Ricardo R. Fernández Präsident des Colleges, 2016 bis 2019 José L. Cruz.

## Campus
Der Campus befindet sich in der Nähe des geschützten Sees Jerome Park Reservoir bei 250 Bedford Park Boulevard West (250 West 200th Street). Das gesamte Campusgelände ist etwa 15 Hektar groß, der Baustil der Gebäude ist zum einen der neugotischen Architektur, zum anderen der modernen Architektur zuzurechnen. Während des Zweiten Weltkrieges befand sich hier die wichtigste Ausbildungsstätte für weibliche Militärangehörige und 1946 für sechs Monate das vorläufige Hauptquartier der neu gegründeten Vereinten Nationen. In der Mitte der 1990er Jahre entstand eine Sporthalle im Postmodernen Stil, das im Vergleich zu den das Gelände beherrschenden neoklassizistischen Gebäuden auffällt. Darüber hinaus befindet sich auf dem Gelände mit dem The Lehman Center for the Performing Arts auch ein Theater.

## Zahlen zu den Studierenden und den Dozenten
Im Herbst 2021 waren 14.392 Studierende am Lehman College eingeschrieben. Davon strebten 12.375 (86,0 %) ihren ersten Studienabschluss an, sie waren also undergraduates. Von diesen waren 69 % weiblich und 31 % männlich; 7 % bezeichneten sich als asiatisch, 26 % als schwarz/afroamerikanisch, 56 % als Hispanic/Latino, 7 % als weiß und weitere 3 % kamen aus dem Ausland. 2.017 (14,0 %) arbeiteten auf einen weiteren Abschluss hin, sie waren graduates. Es lehrten 955 Dozenten an der Universität, davon 366 in Vollzeit und 589 in Teilzeit.
Im Frühjahr 2009 waren 11.861 Studenten für ein Undergraduate-Studium eingeschrieben; für die Graduate-Studiengänge waren 120 als Vollzeitstudenten und 2053 als Teilzeitstudenten eingeschrieben. Das Lehman College bietet ausgewählten Studenten spezielle Studienprogramme an.

### College Now
Das College Now Programm ermöglicht ausgewählten Schülern einer High School, an Universitätskursen teilzunehmen.

### Freshman Year Initiative
Die Freshman Year Initiative bietet für Studenten während ihres ersten Studienjahres eine besondere Unterstützung. An dem interdisziplinären Curriculum mit persönlicher Unterstützung durch die Dozenten nehmen alle Erstsemester teil. Zur Vorbereitung auf ihr weiteres Studium nehmen sie an einem Mathematikkurs, einer Einführung in wissenschaftliches Arbeiten und einem sogenannten Freshman Seminar teil.

## Lehrkörper
2009 gehörten zum Lehrkörper 337 Vollzeitdozenten, von denen 93 % promoviert waren. An einer Lehrveranstaltung waren durchschnittlich 18 Studenten beteiligt. Zu den bekannteren Professoren gehören:
- Billy Collins, Professor für Englisch
- John Corigliano, Professor für Musik
- Martin Duberman, Distinguished Professor für Geschichte (Emeritus)
- Linda Keen, Professor für Mathematik, Noether Lecturer
- Massimo Pigliucci, Professor für Philosophie

## Bekannte Studenten
- Eliot Engel (* 1947), Politiker (US-Repräsentantenhaus), Bachelorabschluss 1969
- Whoopi Goldberg (* 1955), Schauspielerin
- Letitia James (* 1958), Juristin und Politikerin
- Ron Perlman (* 1950), Schauspieler
- Elizabeth Rodriguez (* 1980), Schauspielerin
- Jimmy Rowser (1926–2004), Jazzbassist
- Davi Santos (* 1990), Schauspieler
- Ivan Seidenberg (* 1946), Manager (Verizon Communications)
- José Serrano (* 1943), Politiker, 1990 bis 2021 im US-Repräsentantenhaus
- Bob Stewart (* 1945), Jazztubist
- Julius Penson Williams (* 1954), Dirigent, Komponist und Musikpädagoge